# 5 листопада
5 листопада — 309-й день року (310-й у високосні роки) у григоріанському календарі. До кінця року залишається 56 днів.

## Свята і пам'ятні дні

### Міжнародні
- ООН: Всесвітній день поширення інформації про проблему цунамі

### Релігійні
Православ'я:
- Мучеників Галактіона та Єпістимії.
- Апостолів від 70-х: Патрова, Єрма, Ліна, Гаїя, Філолога.
- Свтятителя Григорія, архієпископа Олександрійського.

## Іменини
✙ Православні: Григорій.
✝  Католицькі: Святослав, Ігор.

## Події
- 1605 — Порохова змова 5 Листопада у Британії
- 1625 — підписано Куруківську ординацію.
- 1854 — під час Кримської війни під Інкерманом відбулася битва між російськими й британо-французькими військами, яка завершилася поразкою російських військ.
- 1914 — Велика Британія анексувала Кіпр і разом з Французькою республікою оголосила війну Османській Імперії.
- 1914 — в ході Першої світової війни російські війська почали другу облогу Перемишльської фортеці.
- 1916 — імператори Німеччини і Австро-Угорщини проголосили створення Королівства Польща.
- 1935 — випущена настільна гра «Монополія».
- 1953 — у Києві офіційно відкрили міст імені Євгена Патона — першу в світі суцільно зварену конструкцію (зроблену лише за допомогою зварювання, без використання з'єднувальних матеріалів).
- 1963 — відкриті станції київського метрополітену «Політехнічний інститут» і «Завод „Більшовик“» (тепер «Шулявська»).
- 1964 — відкриття тролейбусного руху в Чернігові.
- 1965 — відкриті станції київського метрополітену«Гідропарк», «Лівобережна» та «Дарниця», а також електродепо «Дарниця».
- 1968 — Василь Макух вчинив на Хрещатику самоспалення на знак протесту проти колоніального становища Української РСР та окупації Чехословацької Соціалістичної Республіки.
- 1971 — відкриті станції київського метрополітену «Святошино», «Нивки» і «Жовтнева» (зараз «Берестейська»).
- 2015 — в Україні започатковано Національну програму з попередження дорожньо-транспортного травматизму дітей та молоді Traffic Challenge.

## Народились
Дивись також Категорія:Народились 5 листопада
- 1494 — Ганс Сакс, німецький поет, мейстерзінгер і драматург.
- 1666 — Аттіліо Малакія Аріості[en], італійський бароковий композитор. Автор понад 30 опер і ораторій, кантат і інструментальних творів.
- 1733 — Михайло Херасков, український і російський письменник, журналіст. Представник класицизму.
- 1824 — Яків Щоголів, український поет, представник українського романтизму.
- 1878 — Арцибашев Михайло Петрович, український письменник. Батько американського художника Бориса Арцибашева.
- 1892 — Голдейн, Джон Бердон Сандерсон, британський біолог, член Лондонського королівського товариства.
- 1913 — Вів'єн Лі, британська акторка.
- 1918 — о. Атанасій Великий, церковний діяч, історик Церкви, археограф, протоархимандрит Василіянського чину.
- 1919 — Віктор Міняйло, український письменник, лауреат Шевченківської премії.
- 1934 — Кіра Муратова, український кінорежисер.
- 1938 — Джо Дассен, французький співак.
- 1938 — Стефанія Шабатура, українська митець-килимарка, колишня політичний ув'язнений в СРСР.
- 1941 — Дроботюк Борис, заслужений художник України, графік і живописець.
- 1946 — Ганна Мигович, майстер художньої кераміки, живописець, графік, педагог і громадський діяч
- 1952 — Олег Блохін, український футболіст і тренер.
- 1968 — Сем Роквелл, американський актор.

## Померли
Дивись також Категорія:Померли 5 листопада
- 1515 — Маріотто Альбертінеллі, італійський живописець, представник Флорентійської школи.
- 1631 — Йоганн Лісс, німецький живописець.
- 1807 — Ангеліка Кауфман, німецька художниця, графік, представниця класицизму.
- 1879 — Джеймс Клерк Максвелл, шотландський вчений, який створив теорію електромагнітного поля.
- 1879 — Микола Сементовський, український письменник, історик, археолог і краєзнавець.
- 1906 — Фрітц Таулов, норвезький живописець-імпресіоніст.
- 1955 — Моріс Утрілло, французький художник, майстер міського пейзажу, графік, театральний декоратор, поет. Академік Франції.
- 1960 — Мак Сеннет, американський кіноактор, режисер, продюсер та сценарист.
- 1987 — Жорж Франжю, французький режисер-документаліст, один із засновників Французької Сінематеки.
- 1988 — Іван Данилюк, український математик, перший директор Інституту прикладної математики і механіки НАН України.
- 1989 — Володимир Горовиць, український та американський музикант та композитор.
- 2005 — Джон Фаулз, англійський романіст, письменник, есеїст.
- 2008 — Дмитерко Софрон Степан, єпископ УГКЦ